# Ill Manors
Ill Manors (stilizzato come ill Manors) è un film del 2012 diretto da Ben Drew, in arte Plan B.
Ill Manors è una storia, ambientata nel corso di sette giorni, che ruota attorno alle vicende di otto personaggi principali, interpretati da Riz Ahmed, Ed Skrein, Keith Coggins, Lee Allen, Nick Sagar, Ryan De La Cruz, Anouska Mond e Natalie Press. Il film include, inoltre, sei canzoni originali di Plan B che fungono da narrazione per il film, incluse, successivamente, nell'album omonimo.

## Trama
Ambientato a Forest Gate, nella periferia orientale di Londra, il film inizia con i partner Ed e Aaron intenti nella loro attività di spaccio di droga. Alcuni poliziotti in borghese, a un tratto, cominciano a inseguire i due che si trovano, girando un angolo di fronte a un cancello chiuso: Aaron riesce a scavalcare ed Ed, prima di scavalcare, passa il suo cellulare, che adoperava per le proprie attività illecite, attraverso tale cancello, affidandolo ad Aaron che avrebbe dovuto tenerlo. Tuttavia, Ed non riesce a scavalcare perché viene raggiunto dagli agenti in borghese, catturato e mandato in prigione.
Aaron porta il telefono di Ed a Kirby, uno spacciatore di droga noto in tutta l'area, recentemente uscito di prigione, che avrebbe dovuto tenere il telefono di Ed a casa sua. In un flashback, la canzone Drug Dealer racconta la storia passata di Kirby e di un uomo di nome Chris, che è stato, prima di diventare indipendente, un protégé di Kirby nel business della droga.
Mentre Kirby raccoglie la droga da vendere a Chris, incontra Marcel (Nick Sagar), che vendeva all'interno del "territorio" di Kirby: per fargli pagare questo sgarro, Kirby decide di punire Marcel facendolo scappare via nudo. In serata, Aaron, in attesa di Ed, riceve una lettera dalla sua assistente sociale ma è titubante nell'aprirla. Nel frattempo, Ed esce dal carcere e si incontra con Aaron, che gli riferisce che il cellulare che gli era stato affidato non l'aveva con sé, ma che sapeva che ce l'aveva.
Il parco della zona è un luogo nel quale diverse bande di giovani si riuniscono. Qui, un giovane ragazzo Jake (Ryan De La Cruz) incontra un suo amico e da lui prende in prestito dei soldi per comprare dell'erba che avrebbero dovuto fumare insieme dal capo di una banda, Marcel, lo stesso spacciatore che precedentemente era stato cacciato da Kirby per aver spacciato nel territorio di quest'ultimo. Tuttavia Marcel inganna Jake: ingenuamente, infatti, Jake dà i soldi allo spacciatore ma quest'ultimo si rifiuta a dargli l'erba che chiedeva; Marcel gliel'avrebbe data soltanto se Jake fosse andato a malmenare l'amico che l'aspettava poco lontano. Jake malincuore lo picchia e, durante la rissa, tutti i membri della gang si avvicinano per registrare la scena con i loro telefonini, a eccezione di Marcel, che s'appropinqua a Jake, solo dopo la fine della rissa, per proporgli di unirsi alla sua banda.
Come in una prolessi, l'attività della banda alla quale Jake s'era unito, quali feste e scorribande, scorrono come registrate su un telefono cellulare: durante questa scena, la canzone Playing with Fire, che racconta la storia di Jake, è il sottofondo. La banda, quindi, entra in un edificio abbandonato dove un uomo si trova legato per non aver pagato a Marcel il denaro che gli spettava dalla vendita di droga. L'uomo, qui, viene minacciato e torturato e viene rilasciato quando il cugino di questo consegna il denaro.
Nel frattempo, in un café del quartiere, Kirby incontra Jody e Chanel propone a Chanel un incontro con il suo amico Nigel, che è parte di un'agenzia di modelle. Chanel non rendendosi conto che si trattava di una menzogna, accetta, e nonostante la sua amica Jody non credesse a Kirby, decide comunque di sostenere Chanel e decide di andare con lei per incontrare questo presunto agente.
Quella sera, Ed e Aaron trovano finalmente Michelle, una prostituta tossicodipendente dal passato difficile, che i due accusano di aver preso il telefono di Ed dalla casa di Kirby (essendo lei solita a rubare cellulari per sostenere la sua dipendenza dalla droga) e tentano di trovarlo nonostante Michelle, sostenesse di averlo ormai venduto. La ragazza viene pertanto costretta ad andare tra i veri negozi del quartiere dove i dipendenti avrebbero pagato £20 o meno per fare sesso con lei: Ed avrebbe tenuto il denaro che riceveva per ripagare il telefonino. La storia di Michelle è raccontata nella canzone Deepest Shame.
La stessa serata, da un'altra parte del quartiere, Marcel vuole che Jake superi l'iniziazione per dimostrare la sua lealtà nel confronti della gang: Marcel consegna una pistola a Jake che sarebbe dovuto entrare a casa di Kirby e avrebbe dovuto ucciderlo. Per Marcel si trattava di una vendetta per Kirby per la punizione ricevuta prima.

Nella casa di Kirby, Jody e Chanel erano appena arrivate perché Kirby prometteva che l'agente Nigel sarebbe arrivato. In casa si trovava anche Terry (Neil Large), un vicino conoscente di Kirby, che trova il telefono di Ed sotto il divano di quella casa, pensando che a sua volta Ed avesse il suo. Terry si dirige verso il luogo dove si trovava Ed per rendergli tale cellulare: Ed, con Aaron, era in un ristorante fast food dove Michelle stava ancora prostituendosi ma, venendo i due a conoscenza del fatto che Michelle fosse innocente, se Ed non ha alcun rimorso per aver forzato la tossicodipendente a prostituirsi, Aaron si sente in colpa nei confronti di questa. All'arrivo di Terry, questo però scopre che Ed non aveva il suo telefono, ed Ed dà la colpa a Michelle di aver venduto il cellulare di Terry. Ed, dunque, gli consiglia di picchiarla. Aaron, tuttavia, cerca di dissuadere Ed, ma solo sforzatamente riesce a prendere i soldi ricavati dalla prostituzione di Michelle e paga Terry per lasciarla in pace. Aaron e Ed si allontanano e si mettono a guardare da lontano come, nonostante la gentilezza di Aaron, Michelle continui a prostituirsi per pagarsi la droga.
In macchina davanti alla casa terrazza di Kirby, nel frattempo, si trovano Marcel e Jake. A quest'ultimo viene detto di prendere la pistola dal vano portaoggetti, nonostante questo si rifiutasse, ed entrare a uccidere Kirby. Jake, indossando un passamontagna, entra, dunque, nella stanza e cercando di sparare a Kirby, accidentalmente uccide Chanel, che solo successivamente si scopre essere la sorellastra dell'ex-protégé Chris, lasciando Jody scioccata a piangere sul corpo dell'amica.

Terry ritorna, successivamente, a casa di Kirby e qui trova i due cadaveri (Jody era andata via) ma, anziché avvertire la polizia, decide di prendere una valigia contenente droga che Kirby aveva preso questa valigia da Chris il giorno precedente, lasciata accanto al divano.
Aaron è, nel frattempo, al pub Earl of Essex; qui il proprietario gli chiede se egli vendesse della droga nel pub e mentre ciò accade, si vede Chris entrare nei servizi del pub.
Il flashback è introdotto, a questo punto, dalla canzone Pity the Plight che narra di come Jody conduca Chris all'officina di Terry per ottenere delle informazioni riguardo l'assassino di sua sorella: uno dei lavoratori dell'officina di Terry dice che Marcel potrebbe essere responsabile, avendolo Kirby punito in precedenza. A questo punto Chris entra nella casa di Marcel con una pistola e lo interroga: Marcel rivela, così, a Chris che a uccidere Chanel era stato Jake, condannandolo, di conseguenza, a morte certa.

Chris e Marcel, infatti, vanno a prendere Jake a casa sua e sguscia fuori e, con i tre presso un canale si verifica uno stallo alla messicana, durante il quale Chris dice a Jake a pugnalare Marcel: il primo si dimostra inizialmente contrario, provando rispetto per Marcel che l'aveva accolto nella sua banda, ma una volta rivelato da Chris il tradimento di Marcel, Jake perde la calma e pugnala Marcel, uccidendolo. A questo punto Chris spara a Jake.

Il flashback termina con la scena ripetuta in cui si vede Chris entrare nei servizi del pub. Questa volta, tuttavia, la camera segue Chris intento a nascondere la pistola nel serbatoio di uno dei gabinetti, dopo essere fuggito dalla scena del delitto. La mattina seguente, Chris va a recuperare la pistola, ma questa era già stata presa.
Prima che venga introdotta la storia successiva, si vede Aaron che aveva trovato la pistola dal pub.

Nella storia successiva, la protagonista è una donna di nome Katya, un'immigrata dell'Europa orientale, violentata da Vladimir, il proprietario russo di un bordello clandestino. Katya ha dato alla luce una bambina ma a causa della sua condizione economica ha difficoltà a sopravvivere e far sopravvivere anche il suo bambino: la canzone The Runaway racconta di come Katya sfugga da questa casa chiusa, mentre il proprietario era svenuto dopo un cocktail di vodka e pillole; questa riesce, dunque, a fuggire con il suo bambino a Londra, dove, per sopravvivere, si prostituisce e ruba viveri. Cercando un posto dove trascorrere la notte, incontra Michelle; questa nota le scarsa possibilità di sopravvivenza del bambino e decide di prendere sotto la sua ala protettrice Katya.

Nel frattempo, i gangster russi da cui è scappata sono alla ricerca di Katya e, in una scena, si vede lei alla stazione ferroviaria inseguita dai gangster che la stavano per prendere; con l'intento di salvare il bambino, Katya lascia la carrozzina sul treno, le cui porte stavano per chiudersi. Sul treno si trovava Aaron che cerca di attirare l'attenzione della madre, ignaro della volontarietà del gesto. Impossibilitato a riconsegnare la carrozzina alla madre, Aaron decide di scendere alla prossima stazione con la carrozzina, ma vedendo qui la polizia, ed essendo armato in possesso di droga, nasconde la pistola che aveva preso nel pub e la droga all'interno della carrozzina; riesce così a passare davanti alla polizia, senza destare sospetto, ma così si trova costretto a prendere su di sé la cura del bambino. Lo porta, infatti, nel suo appartamento e decide di parlare con Jody su cosa fare.

Intanto, nella stazione dove Katya ha abbandonato la carrozzina, i gangster russi sono riusciti a prendere Katya, durante un momento in cui Michelle, che era con la sua protegée, era distratta; infatti, Michelle assiste solamente alla partenza della macchina su cui Katya era stata caricata di forza, per riportarla nuovamente nel bordello clandestino: inizia un inseguimento tra quest'auto e il tassì su cui Michelle era salita dopo aver visto tale scena.
A destinazione, mentre Vladimir stava picchiando Katya, Michelle riesce a intrufolarsi all'interno del bordello e gli colpisce la testa con un mattone. Le due donne corrono di nuovo sul tassì che era ancora lì, e anche se Vladimir cerca di inseguirli, riescono a scappare via.